# Краснопольское сельское поселение (Челябинская область)
Краснопольское се́льское поселе́ние — муниципальное образование в Сосновском районе Челябинской области Российской Федерации. В рамках административно-территориального устройства муниципальное образование  соответствует административно-территориальной единице Краснопольский сельсовет.
Административный центр — посёлок Красное Поле.

## История
Статус и границы сельского поселения установлены Законом Челябинской области от 9 июля 2004 года № 246-ЗО «О статусе и границах Сосновского муниципального района и сельских поселений в его составе».

## Население
| 2002  | 2010  | 2011  | 2012  | 2013  | 2014  | 2015  |
| ----- | ----- | ----- | ----- | ----- | ----- | ----- |
| 2287  | ↗2407 | ↗2412 | ↗2418 | ↘2401 | ↗2459 | ↗2547 |
| 2016  | 2017  | 2018  | 2019  | 2020  | 2021  | 2023  |
| ↗2735 | ↗3244 | ↗3567 | ↗4040 | ↗4815 | ↗5422 | ↗5934 |

## Состав сельского поселения
| № | Населённый пункт | Тип населённого пункта          | Население |
| - | ---------------- | ------------------------------- | --------- |
| 1 | Заварухино       | деревня                         | ↗157      |
| 2 | Ключи            | деревня                         | ↘162      |
| 3 | Красное Поле     | посёлок, административный центр | ↗3500     |
| 4 | Моховички        | деревня                         | ↗267      |
| 5 | Прудный          | посёлок                         | ↗376      |

## Инфраструктура
На территории поселения расположены Краснопольская СОШ на 464 учащихся, фельдшерско-акушерский пункт, амбулатория, школа искусств.
Предприятия-налогоплательщики:  ООО «Управляющая компания № 1», ООО «Северный квартал», ИП Абдуллин С. Н. и др.